# Catedral de Santa María de la Asunción (Trenton)
La Catedral de Santa María de la Asunción  (en inglés: Cathedral of St. Mary of the Assumption) también conocida simplemente como la catedral de Santa María, es la catedral católica en Trenton, Nueva Jersey, Estados Unidos. Es la sede de la diócesis de Trenton.
La Diócesis de Trenton fue establecida por el Papa León XIII el 2 de agosto de 1881. La Iglesia de Santa María fue elegida para ser la catedral de la nueva diócesis. El Obispo Michael J. O'Farrell fue consagrado por el cardenal John McCloskey en la catedral de San Patricio en la ciudad de Nueva York y entronizado en Santa María el 17 de noviembre de 1881.
El Rev. Anthony Smith compró la propiedad en la que la catedral de Santa María se encuentra ahora en el año 1865. La ubicación fue parte del campo de batalla durante la batalla de Trenton en la guerra de Independencia de Estados Unidos. Una placa histórico en la rectoría identifica la ubicación como el lugar donde el comandante de Hesse Col. Rall Johann Gottlieb murió el 27 de diciembre de 1776.
Santa María fue la segunda parroquia católica establecida en Trenton después de San Juan, que estaba situado en el actual sitio de la Iglesia del Sagrado Corazón en la South Broad Street. La actual iglesia catedral se dedicó el 14 de marzo de 1959.

## Véase también

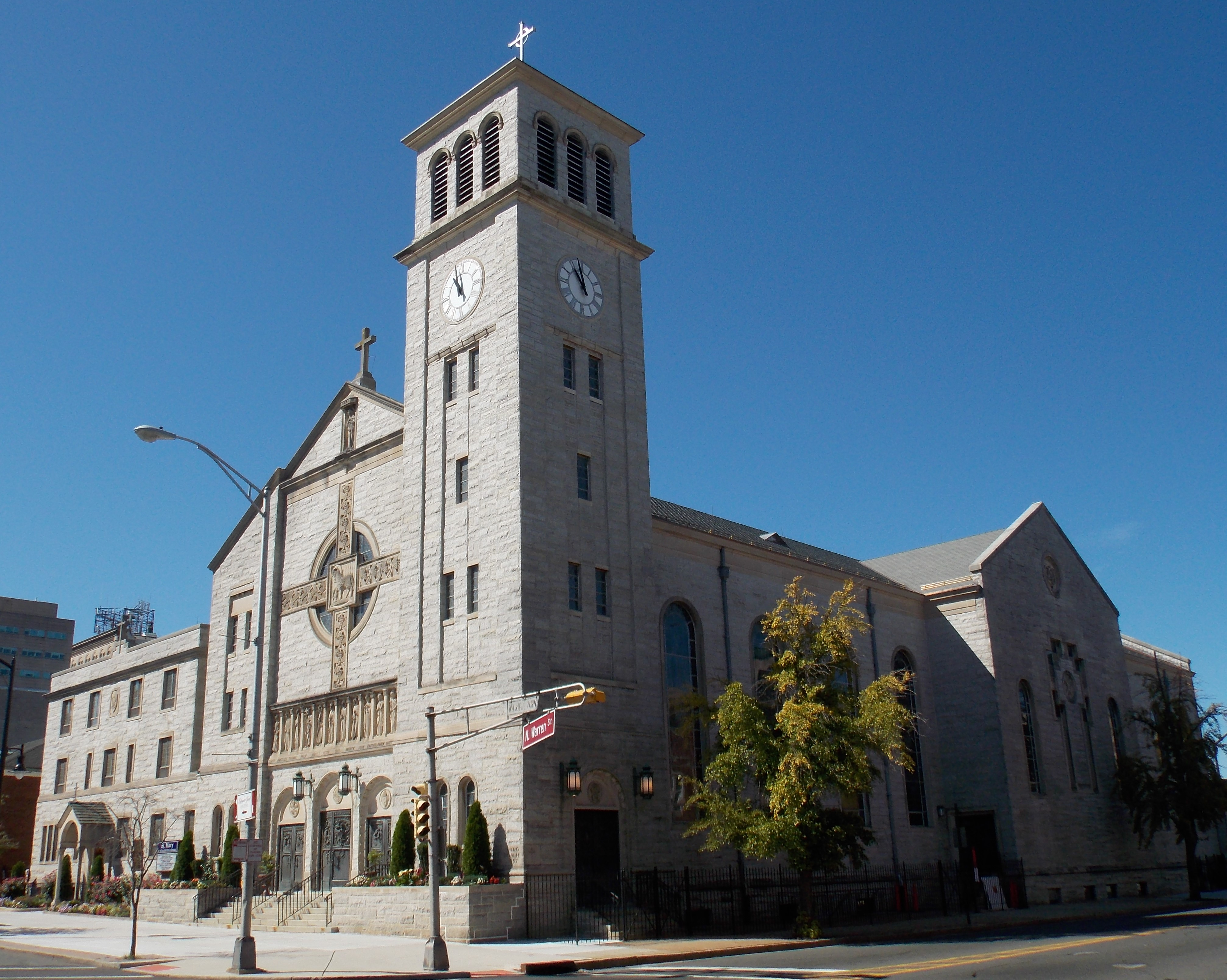
Otra vista del templo